# Grofovi Vermandoisa
Ovo je popis grofova Vermandoisa. Vjerojatno najpoznatiji grof bio je Herbert II., koji je zarobio tadašnjeg franačkog kralja Karla Glupog. Herbertova je sestra bila kraljica Beatrica Vermandoiska, žena kralja Roberta I.

## Rani grofovi
- Leodegar od Vermandoisa
- Emerannus
- Wagon I.
- Wagon II.
- Bertruda
- Garifrede
- Ingomar od Vermandoisa

## Grofovi Vermandoisa i opati Saint Quentin de Montea
- Bernard, sin Karla Martela
- Jeronim od Vermandoisa
- Fulrad
- Guntard od Vermandoisa
- Hugo (opat Saint-Quentina)
- Adalard od Vermandoisa
- Balduin I. Flandrijski

## Nibelungidi
- Teodorik, grof Vermandoisa

## Karolinzi (dinastija Herberta)
- Pipin II.,[1] sin kralja Bernarda Talijanskog
- Pipin III. od Vermandoisa
- Herbert I. – brat Pipina III.
- Herbert II., sin svog prethodnika; muž princeze Adele te otac Adalberta, Roberta i Herberta Starijeg od Omoisa
- Adalbert I.,[2] sin Herberta II. (otac Otona od Chinyja?)
- Herbert III.,[3] sin Adalberta I.
- Adalbert II.

- Oton, brat Adalberta II.
- Herbert IV.
- Adelajda od Vermandoisa, kći Herberta IV.

## Dinastija Capet
- Hugo, grof Vermandoisa, sin Henrika I. i Ane Kijevske
- Rudolf I. od Vermandoisa
- Rudolf II. od Vermandoisa
- Elizabeta od Vermandoisa
- Filip od Elzasa
- Eleonora od Vermandoisa

Nakon smrti gospe Eleonore, Vermandois je postao vlasništvo kralja Filipa II. Francuskog.

## Luj
Posljednji grof Vermandoisa bio je Luj, sin kralja Luja XIV. Francuskog i njegove ljubavnice Louise de La Vallière.